# Boulevard Saint-Michel
Boulevard Saint-Michel är en gata i kvarteren Val-de-Grâce, Sorbonne, Monnaie och Odéon i Paris femte och sjätte arrondissement. Boulevard Saint-Michel, som börjar vid Place Saint-Michel 7 och slutar vid Avenue Georges-Bernanos 29 och Place Ernest-Denis, är uppkallad efter Pont Saint-Michel.

## Omgivningar
- Saint-Jacques-du-Haut-Pas
- Sainte-Ursule de la Sorbonne

## Bilder
| - Gatuskylt. - Saint-Jacques-du-Haut-Pas. - Sainte-Ursule de la Sorbonne. |

## Kommunikationer
- Tunnelbana – linje  – Cluny – La Sorbonne

### Webbkällor
- ”Boulevard Saint-Michel”. Mairie de Paris. https://web.archive.org/web/20190905051454/http://www.v2asp.paris.fr/commun/v2asp/v2/nomenclature_voies/Voieactu/8929.nom.htm. Läst 17 juni 2022.
- ”Boulevard Saint-Michel”. Les rues de Paris. https://web.archive.org/web/20200214112627/http://www.parisrues.com/rues05/paris-05-boulevard-saint-michel.html. Läst 17 juni 2022.